# Niederbüren
Niederbüren je obec na východě Švýcarska v kantonu St. Gallen. Žije zde přibližně 1 500 obyvatel.

## Geografie

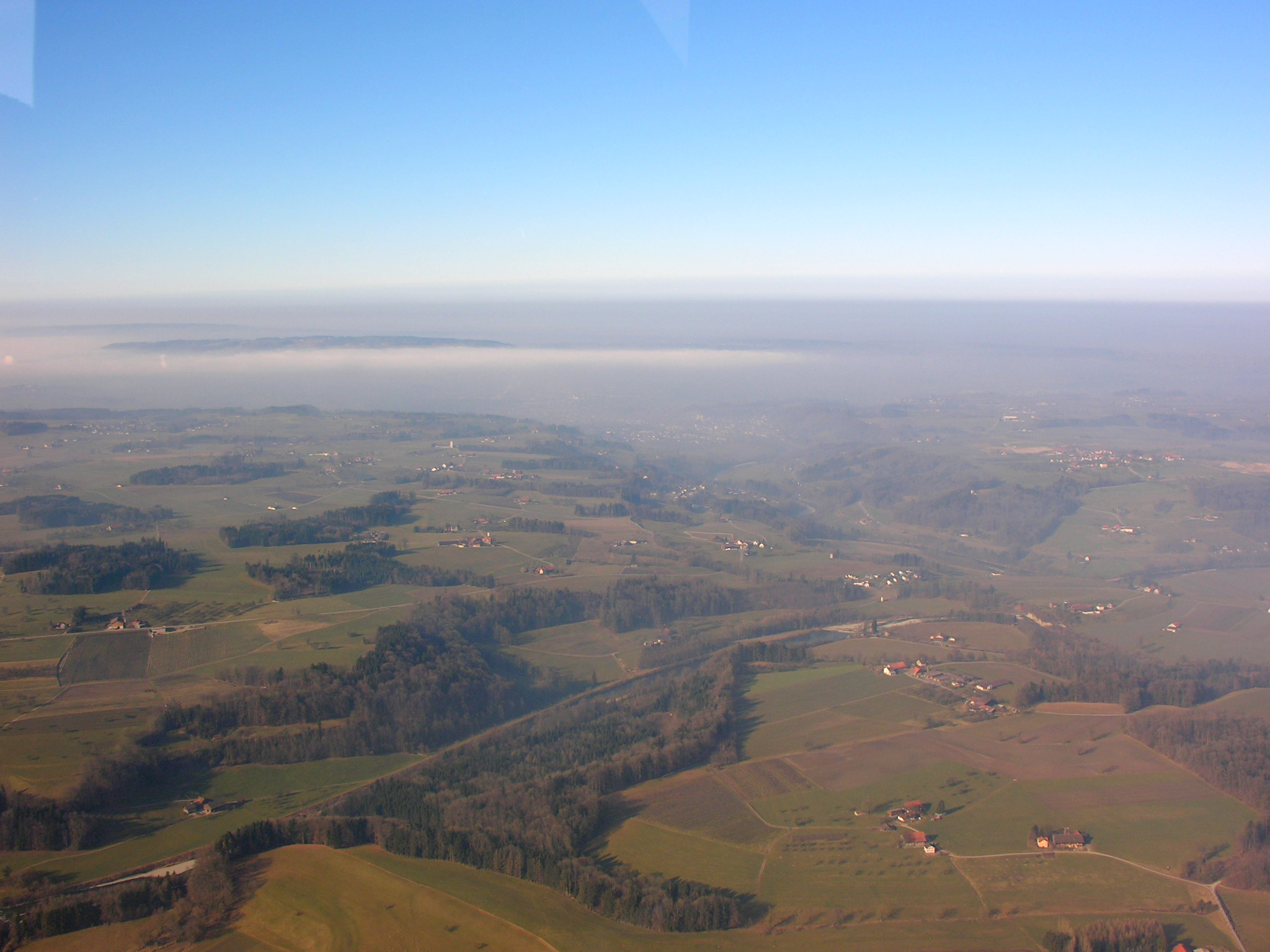
Pohled na oblast Niederbürenu

Niederbüren leží na řece Thur na hlavní silnici mezi Wilem a Bischofszellem. Nejnižší bod Niederbürenu leží v Huserfelsenu na hranici s kantonem Thurgau ve výšce 474 m n. m. Nejvyšší bod je v Lindenbergu ve výšce 624 m n. m.
Sousedními obcemi jsou Bischofszell na severu, Niederhelfenschwil na západě, Oberbüren na jihu a Gossau a Waldkirch na východě.

## Historie

Letecký pohled (1923)

První zmínka o Niederbürenu pochází z roku 737, kdy byl pod názvem Gaulichsbüren darován klášteru v St. Gallenu. Slovo Burron Inferior se poprvé objevilo kolem roku 1100 a v roce 1275 se uvádí německé slovo Niederun Burron (německý překlad). V této době byl opat ze St. Gallenu pánem panství nad oblastí Niederbüren. Ve 13. století měl Niederbüren vlastní kostel. V letech 1761–1763 byl postaven nový kostel svatého Michala v barokním slohu. Architektem byl Johann Michael Beer von Bildstein a štuky vytvořil Johann Georg Gigl. Od roku 1803 je Niederbüren samostatnou politickou obcí v kantonu St. Gallen.
Na území dnešní obce se nacházely tři nebo čtyři hrady: Rätenberg, Geissberg, Lindenberg a Hertenberg. Z Lindenbergu jsou dnes rozeznatelné pouze zbytky hradeb.
Textilní muzeum v Sorntalu a historický dům na adrese Staatsstrasse 35 jsou zapsány na seznamu švýcarských památek národního významu.

## Obyvatelstvo

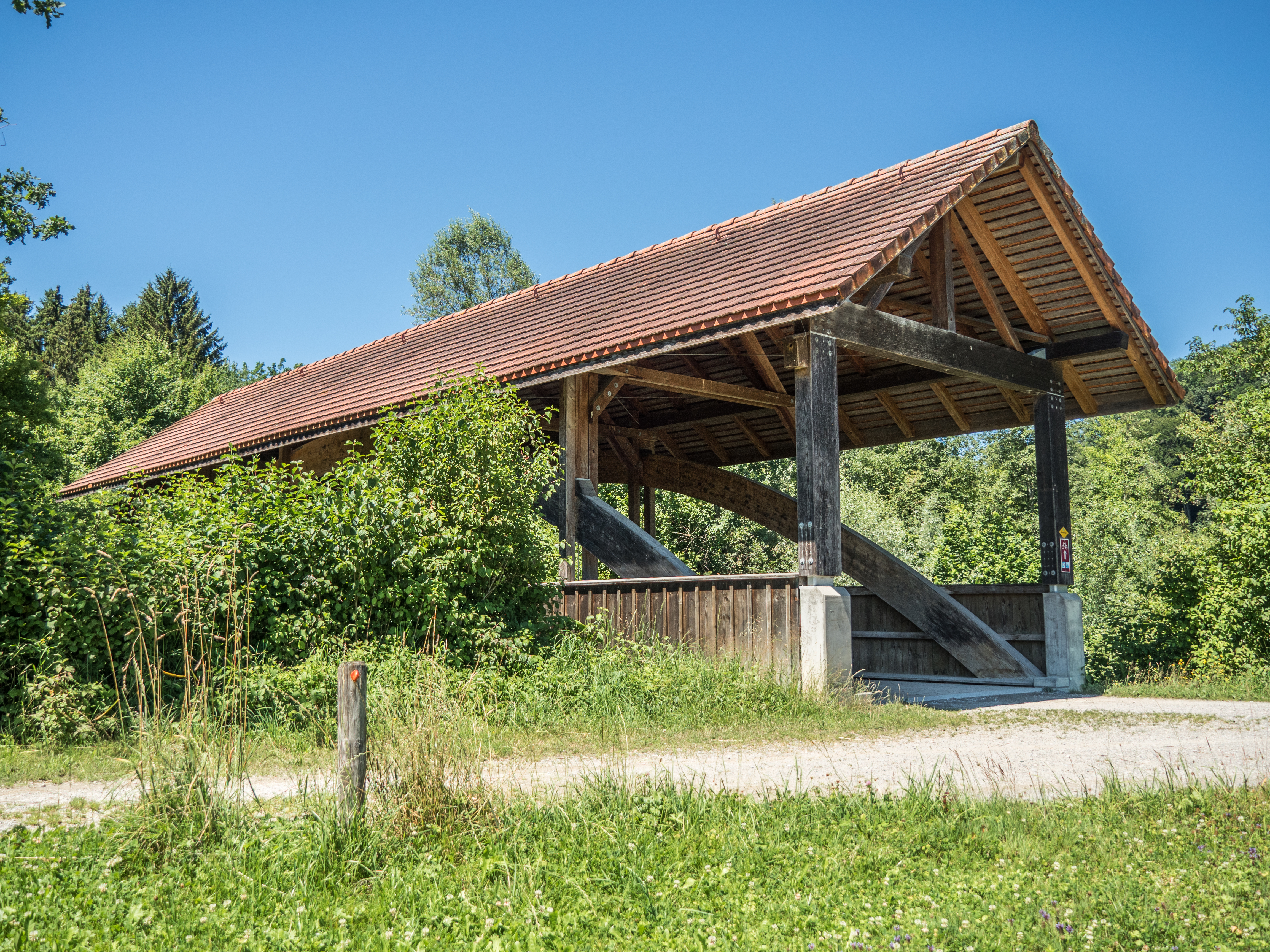
Most přes řeku Thur

| Rok            | 1798 | 1850 | 1900 | 1950 | 2000 |
| Počet obyvatel | 947  | 1181 | 1038 | 1135 | 1414 |

## Hospodářství
Až do 19. století převažovalo zemědělství a domácí tkalcovství. Obyvatelé vesnice měli užívací práva na obecní statek Thurauen (od 19. století jako občanská korporace). Průkopnickou roli při přechodu na mléčné hospodářství sehrála sýrárna založená v sorntalském mlýně v roce 1845. Mlékařská škola založená v Sorntalu se v roce 1896 přestěhovala do Rheinecku. V návaznosti na korekci řeky Thur, prováděnou od roku 1919, byly až do roku 1944 vyčištěny a meliorovány lužní lesy v okolí Thuru, aby se vytvořila pracovní místa a zvýšila se obdělávanost půdy, což umožnilo v roce 1948 vybudovat golfové hřiště. Jediným průmyslovým podnikem byla přádelna a tkalcovna Sorntal, založená curyšskými podnikateli v letech 1823–1969, která až do roku 2007 vyráběla domácí textil pod názvem Zetag. Od roku 1874 zde vznikaly také menší vyšívací podniky. Průmyslová historie a pracovní techniky jsou od roku 1994 dokumentovány v Sorntalském textilním muzeu. Druhý sektor představoval v roce 2005 53 % pracovních míst, přičemž nejvýznamnějším zaměstnavatelem byla společnost Aluwag, založená v roce 1971. V roce 2008 pracovalo mnoho obyvatel obce v St. Gallenu, Gossau nebo Uzwilu.